# Rock n' Roll Nights
Rock n' Roll Nights è l'ottavo album in studio del gruppo musicale rock canadese Bachman-Turner Overdrive, pubblicato nel marzo 1979.

## Tracce
1. Jamaica – 4:08
2. Heartaches – 3:51
3. Heaven Tonight – 3:03
4. Rock and Roll Nights – 5:30
5. Wastin' Time – 3:28
6. Here She Comes Again – 3:00
7. End of the Line – 3:25
8. Rock and Roll Hell – 4:06
9. Amelia Earhart – 6:19